# 李琴範
李 琴範（リ・グムボム、朝鮮語: 리금범、1941年1月3日 - ）は、朝鮮民主主義人民共和国の政治家。逓信相、逓信部長、最高人民会議代議員などを歴任した。

## 経歴
1941年に生まれた。出生地は不明。その後、平壌逓信大学で電子工学を学んだ。1970年に逓信省局長に任命され、1998年3月に逓信部長に任命された。同年7月に最高人民会議第10期代議員に選出され、同年9月に逓信部から逓信省に改編されたことに伴い、逓信相となった。2000年9月に呉基伝情報産業部長が訪朝した際に、両国間の逓信に関する協定に調印し、2001年9月には逓信代表団を率いて中国を訪問し、両国間の逓信分野の協力について協議した。2002年4月に金日成勲章を受賞した。2005年7月に北朝鮮で鳥インフルエンザが発生したことが国際電話を通じて漏洩したことの責任を問われ、逓信相を解任された。